# Babymonster
Babymonster (tiếng Hàn: 베이비몬스터; Romaja: Beibimonseuteo, cách điệu BABYMONSTER), còn được gọi là Baemon (tiếng Hàn: 베몬; Romaja: Baemon), là một nhóm nhạc nữ Hàn Quốc được thành lập bởi YG Entertainment. Nhóm bao gồm 7 thành viên: Ruka, Pharita, Asa, Ahyeon, Rami, Rora và Chiquita.  Đội hình đầy đủ của Babymonster chính thức được ra mắt vào ngày 1 tháng 4 năm 2024 với EP Babymons7er.

## Sự nghiệp

### 2018–2022: Hình thành và trước khi ra mắt
Sau sự ra mắt của các nhóm nhạc nữ tiêu biểu của YG Entertainment, 2NE1 (2009) và Blackpink (2016), tin tức về nhóm nhạc nữ tiếp theo của họ đã lan truyền vào đầu năm 2018. Công ty đã nhận được các ứng viên từ nhiều quốc gia khác nhau và được chấp nhận vào chương trình đào tạo của họ một cách hết sức thận trọng, một số tham gia sớm nhất khi mới 10 tuổi trong khi những người khác muộn hơn nhiều, đào tạo trung bình từ 4 đến 5 năm. Về số lượng tân binh, mỗi thành viên tương lai đã đứng đầu so với 1.000 người trong buổi thử giọng tương ứng của họ. Vào tháng 1 năm 2020, "Babymonster" - một trong nhiều tên nhóm ban đầu được cân nhắc đặt cho Blackpink - và "Em gái Blackpink", đã được hãng đăng ký nhãn hiệu và được các phương tiện truyền thông sử dụng tạm thời, cho đến khi cuối cùng tiết lộ cách sử dụng chính thức của nó. Trong một chương trình radio năm 2021 quảng bá cho album phòng thu đầu tiên của Kang Seung-yoon "Page", người bạn cùng công ty Kang Seung-yoon đã tiết lộ rằng giọng hát của các thành viên trong nhóm có thể được nghe thấy trong phần điệp khúc cuối cùng của đĩa đơn chủ đạo của album, "Batter Up"

### 2023–nay: Giới thiệu và ra mắt chính thức
Sau khi công bố 7 thành viên của đội hình hiện tại, vào ngày 6 tháng 3 năm 2023, YG Entertaiment đã công bố sẽ khởi động chương trình sống còn Last Evaluation nhằm tìm ra đội hình ra mắt cuối cùng của Babymonster. Chương trình gồm 8 tập, phát hành tuần tự vào thứ 6 hàng tuần, bắt đầu từ ngày 10 tháng 3 năm 2023 đến ngày 28 tháng 4 năm 2023. Trong đoạn kết của tập cuối, nhà sản xuất Yang Hyun Suk đã thông báo sẽ công bố kết quả đội hình cuối cùng vào ngày 12 tháng 5 năm 2023. Vào ngày công bố kết quả, Yang Hyun Suk đã công bố 7 thành viên sẽ cùng nhau ra mắt dưới cái tên Babymonster (cách điệu: BABYMONS7ER). Ngay ngày sau đó, nhóm đã ra mắt ca khúc trước khi ra mắt trên nền tảng YouTube, mang tên "Dream".
Vào ngày 10 tháng 11 năm 2023, YG công bố nhóm sẽ ra mắt vào ngày 27 tháng 11 năm 2023. Vào ngày 15 tháng 11 năm 2023, YG thông báo Babymonster sẽ ra mắt với đội hình 6 thành viên, Ahyeon sẽ không góp mặt trong màn ra mắt với lí do sức khỏe, YG sẽ cố gắng giúp Ahyeon trở lại với phong độ ổn định nhất. Vào ngày 27 tháng 11 năm 2023, nhóm chính thức ra mắt với đĩa đơn kĩ thuật số Batter Up.
Người sáng lập YG Yang Hyun-suk thông báo rằng Babymonster sẽ phát hành đĩa đơn thứ hai mang tên "Stuck in the Middle" vào ngày 1 tháng 2 năm 2024. Sau đó, Yang Hyun-suk thông báo trong một video tiếp theo rằng Ahyeon, đã bình phục hoàn toàn sức khỏe, sẽ trở lại sau thời gian gián đoạn và sẽ cùng các thành viên khác của Babymonster quảng bá các hoạt động của họ với tư cách là một nhóm bảy thành viên. EP đầu tay của nhóm, BabyMons7er, chính thức được phát hành vào ngày 1 tháng 4, bao gồm các bản thu âm lại "Batter Up" và "Stuck in the Middle" với tất cả bảy thành viên, bao gồm cả Ahyeon, người sẽ bắt đầu các hoạt động nhóm của mình. Album phòng thu đầu tiên của Babymonster cũng dự kiến phát hành vào mùa thu năm 2024.
Ngày 27/7 năm 2024, Babymonster đã đăng video lên YouTube với tiêu đề "[Baemon News 7] Babymonster Fandom Name Release", thông báo chính thức về tên Fandom của nhóm sau 8 tháng hoạt động. Những người hâm mộ của Babymonster đã có biệt danh riêng cho mình với cái tên Monstiez.
Vào ngày 24 tháng 1 năm 2024, người sáng lập YG Entertainment Yang Hyun-suk đã công bố kế hoạch cho nhóm phát hành một mini-album vào ngày 1 tháng 4 , tiếp theo là một album đầy đủ vào mùa thu cùng năm.  Một thông báo tiếp theo của Yang vào ngày 19 tháng 5 đã tiết lộ kế hoạch phát hành đĩa đơn phát hành trước cho album phòng thu sắp tới vào đầu tháng 7.  Đĩa đơn, " Forever ", được phát hành vào ngày 1 tháng 7.  Việc quay video âm nhạc để hỗ trợ cho album bắt đầu vào ngày 23 tháng 9, được công bố cùng ngày, cùng với việc xác nhận thêm về việc phát hành album vào mùa thu.
Vào ngày 8 tháng 10, YG Entertainment chính thức công bố album phòng thu đầu tiên của Babymonster, có tựa đề Drip . Danh sách ca khúc được phát hành cùng ngày, với đĩa đơn cùng tên được công bố là đĩa đơn chính của album.  Kể từ khi thông báo, bản xem trước của những câu đầu tiên của hai ca khúc đã được phát hành mỗi tuần trước khi phát hành album: "Clik Clak" và "Love, Maybe" vào ngày 11 và 12 tháng 10,  "Woke Up in Tokyo" và "Billionaire" vào ngày 18 và 19 tháng 10,  và "Really Like You" và "Love in My Heart" vào ngày 25 và 26 tháng 10,  . Vào ngày 21 tháng 10, ca khúc "Clik Clak" được công bố là ca khúc chủ đề thứ hai của album.  Video ca nhạc của nó được phát hành vào ngày 30 tháng 10.  Drip được phát hành vào ngày 1 tháng 11, cùng với video ca nhạc cho đĩa đơn chính của nó.
Ngày 1/11, Babymonster đã tung full album đầu tay mang tên "Drip" cùng với 1 MV ra mắt cùng ngày là "Drip" cùng với các bài hát "Clik Clak", "Woke Up In Tokyo" của Ruka và Asa, "Billionaire","Really Like You", "Love in My Heart", "Batter Up Remix" và bài hát trước đó đã được phát hành là "Forever".
Ngày 19/11, YG thông báo chuyến lưu diễn vòng quanh thế giới của Babymonster mang tên "HELLO MONSTERS". Tua diễn sẽ bắt đầu vào năm 2025 tại Seoul vào tháng 1 và đến New Jersey vào tháng 2 và Los Angeles vào tháng 3 năm 2025.

## Hình tượng công chúng
Trong một cuộc khảo sát do tạp chí kinh doanh giải trí, JoyNews24 thực hiện vào năm 2021 với 200 nhân viên trong ngành từ các công ty giải trí và đài truyền hình, nhà sản xuất nội dung phim và chương trình phát sóng cũng như phóng viên giải trí, Babymonster xếp thứ chín trong "Nghệ sĩ được mong đợi nhất cuối năm 2021 và năm 2022". Mặc dù được tạo ra với hình ảnh "high-teen", khác với các nhóm nhạc nữ trước đây của công ty, nhưng bộ bảy vẫn duy trì các yếu tố lôi cuốn đặc trưng vốn có của YG Entertainment.

## Thành viên
- Chú thích: Nhóm không công bố vị trí trưởng nhóm chính thức

| Nghệ danh | Nghệ danh | Nghệ danh | Tên khai sinh               | Tên khai sinh           | Tên khai sinh | Tên khai sinh                        | Tên khai sinh    | Tên khai sinh   | Ngày sinh         | Vị trí                                        | Nơi sinh                            | Quốc tịch |
| Latinh    | Hangul    | Kana      | Latinh                      | Hangul                  | Hanja/Kanji   | Kana                                 | Hán Việt         | Tiếng Thái      | Ngày sinh         | Vị trí                                        | Nơi sinh                            | Quốc tịch |
| Ruka      | 루카      | ルカ      | Kawai Ruka                  | 카와이 루카             | 河井 瑠花     | かわいるか                           | Hà Tỉnh Lưu Hoa  | รุกะ คาวาอิ       | 20 tháng 3, 2002  | Main Dancer, Lead Rapper, Sub Vocalist        | Okayama, Okayama, Nhật Bản          | Nhật Bản  |
| Pharita   | 파리타    | ファリタ  | Pharita Boonpakdeethaveeyod | 파리타 분팍디타베이요드 | -             | ファリタ・ブンパクディータヘイヨード | -                | ภริตา บุญภักดีทวียอด | 26 tháng 8, 2005  | Lead Vocalist, Visual                         | Băng Cốc, Thái Lan                  | Thái Lan  |
| Asa       | 아사      | アサ      | Enami Asa                   | 에나미 아사             | 榎並 杏紗     | 江波あさ                             | Giả Bính Hạnh Sa | อาสะ เอนามิ      | 17 tháng 4, 2006  | Main Rapper, Lead Dancer, Sub Vocalist        | Tokyo, Nhật Bản                     | Nhật Bản  |
| Ahyeon    | 아현      | アヒョン  | Jung Ahyeon                 | 정아현                  | 鄭雅譞        | チョン・アヒョン                     | Trịnh Nhã Huyến  | จอง อา-ฮยอน     | 11 tháng 4, 2007  | Lead Vocalist, Sub Rapper, Lead Dancer Center | Hupyeong, Gangwon, Hàn Quốc         | Hàn Quốc  |
| Rami      | 라미      | ラミ      | Shin Haram                  | 신하람                  | 申夏藍        | シン・ハラム                         | Thân Hạ Lam      | ชิน ฮาราม        | 17 tháng 10, 2007 | Main Vocalist, Lead Dancer, Sub Rapper        | Sangbong, Jungnang, Seoul, Hàn Quốc | Hàn Quốc  |
| Rora      | 로라      | ローラ    | Lee Dain                    | 이다인                  | 李茶仁        | イ・ダイン                           | Lý Trà Nhân      | ลี ดา อิน         | 14 tháng 8, 2008  | Lead Vocalist, Visual                         | Gangneung, Gangwon, Hàn Quốc        | Hàn Quốc  |
| Chiquita  | 치키타    | チキータ  | Riracha Phondechaphiphat    | 리라차 폰데차피팟       | -             | リラチャ・フォンデチャピファト       | -                | ริรชา พรเดชาพิพัฒ  | 17 tháng 2, 2009  | Lead Vocalist, Lead Dancer, Maknae            | Chiang Rai, Thái Lan                | Thái Lan  |

## Danh sách đĩa nhạc

### Đĩa mở rộng
| Tên         | Chi tiết                                                                                                | Thứ hạng cao nhất | Thứ hạng cao nhất | Thứ hạng cao nhất | Thứ hạng cao nhất | Doanh thu                   |
| Tên         | Chi tiết                                                                                                | KOR               | JPN               | UK DL             | US World          | Doanh thu                   |
| ----------- | --- | ----------------- | ----------------- | ----------------- | ----------------- | --------------------------- |
| Babymons7er | - Phát hành: Ngày 1 tháng 4 năm 2024 - Hãng đĩa: YG Entertainment - Định dạng: CD, tải nhạc, trực tuyến | 3                 | 6                 | 69                | 15                | - KOR: 400.784 - JPN: 7.752 |

### Đĩa đơn
| Tên                                                                                           | Năm  | Thứ hạng cao nhất | Thứ hạng cao nhất | Thứ hạng cao nhất | Thứ hạng cao nhất | Thứ hạng cao nhất | Thứ hạng cao nhất | Thứ hạng cao nhất | Thứ hạng cao nhất | Thứ hạng cao nhất | Thứ hạng cao nhất | Doanh thu   | Album       |
| Tên                                                                                           | Năm  | KOR               | HK                | IDN               | JPN Hot           | NLD Glo.          | NZ Hot            | SGP               | TWN               | US World          | WW                | Doanh thu   | Album       |
| --------------------------------------------------------------------------------------------- | ---- | ----------------- | ----------------- | ----------------- | ----------------- | ----------------- | ----------------- | ----------------- | ----------------- | ----------------- | ----------------- | ----------- | ----------- |
| "Batter Up"                                                                                   | 2023 | 123               | 22                | 14                | 100               | 14                | 14                | 10                | 7                 | 5                 | 101               | - US: 1.000 | BabyMons7er |
| "Stuck in the Middle"                                                                         | 2024 | —                 | —                 | —                 | —                 | —                 | —                 | —                 | —                 | —                 | —                 | —           | BabyMons7er |
| "Sheesh"                                                                                      | 2024 | 118               | —                 | 7                 | 57                | 23                | 30                | 14                | 16                | —                 | 49                | —           | BabyMons7er |
| "—" biểu thị các bản phát hành không có bảng xếp hạng hoặc không được phát hành ở khu vực đó. |      |                   |                   |                   |                   |                   |                   |                   |                   |                   |                   |             |             |

## Video âm nhạc
| Năm  | Tên bài hát                                 | Đạo diễn       |
| ---- | ------------------------------------------- | -------------- |
| 2023 | "Dream"                                     | Không rõ       |
| 2023 | "Batter Up"                                 | Seo Hyun-seung |
| 2024 | "Stuck in the Middle"                       | Jason Kim      |
| 2024 | "Sheesh"                                    | Seo Hyun-seung |
| 2024 | "Like That" (Exclusive Performance Video)   | Không rõ       |
| 2024 | "Forever"                                   | Samson         |
| 2024 | "Clik Clak"                                 | Yang Soonsik   |
| 2024 | "Drip"                                      | Samson         |
| 2024 | "Love in My Heart"                          | Yang Soonsik   |
| 2025 | "Really Like You"                           | Jason Kim      |
| 2025 | "Billionaire" (Exclusive Performance Video) | Không rõ       |

## Chuyến lưu diễn

### World Tour
- Hello Monsters World Tour (2025)

### Fanmeeting
- Babymonster Presents: See You There (2024)

| Ngày                | Thành phố | Quốc gia  | Địa điểm                                | Khán giả |
| ------------------- | --------- | --------- | --------------------------------------- | -------- |
| 11 tháng 5 năm 2024 | Tokyo     | Nhật Bản  | Ariake Arena                            | 26,000   |
| 12 tháng 5 năm 2024 | Tokyo     | Nhật Bản  | Ariake Arena                            | 26,000   |
| 08 tháng 6 năm 2024 | Jakarta   | Indonesia | Tennis Indoor Senayan                   |          |
| 15 tháng 6 năm 2024 | Singapore | Singapore | The Star Performing Arts Centre         | 5,000    |
| 23 tháng 6 năm 2024 | Đài Bắc   | Đài Loan  | Taipei Music Center                     |          |
| 29 tháng 6 năm 2024 | Băng Cốc  | Thái Lan  | Paragon Hall                            |          |
| 30 tháng 6 năm 2024 | Băng Cốc  | Thái Lan  | Paragon Hall                            |          |
| 30 tháng 7 năm 2024 | Kobe      | Nhật Bản  | World Memorial Hall                     | 20,000   |
| 31 tháng 7 năm 2024 | Kobe      | Nhật Bản  | World Memorial Hall                     | 20,000   |
| 10 tháng 8 năm 2024 | Seoul     | Hàn Quốc  | Kyung Hee University Grand Peace Palace |          |
| 11 tháng 8 năm 2024 | Seoul     | Hàn Quốc  | Kyung Hee University Grand Peace Palace |          |

## Giải thưởng và đề cử
| Giải thưởng               | Năm  | Hạng mục                                     | Tác phẩm đề cử/Người nhận | Kết quả   | Ng.    |
| ------------------------- | ---- | -------------------------------------------- | ------------------------- | --------- | ------ |
| Circle Chart Music Awards | 2024 | Tân binh của năm – Streaming toàn cầu        | Batter Up                 | Đoạt giải | [ 22 ] |
| Circle Chart Music Awards | 2024 | Giải thưởng Toàn cầu Mubeat – Nhóm nữ        | Babymonster               | Đề cử     | [ 23 ] |
| Circle Chart Music Awards | 2024 | Tân binh của năm – Streaming Unique Listener | Batter Up                 | Đề cử     | [ 24 ] |
| The Fact Music Awards     | 2024 | Âm nhạc hay nhất (Mùa đông)                  | Batter Up                 | Đề cử     | [ 25 ] |
| Brand of the Years Awards | 2024 | Tân binh nữ xuất sắc nhất (Việt Nam)         | Babymonster               | Đoạt giải | [ 26 ] |
| Mubeat Awards             | 2023 | Nghệ sĩ tân binh xuất sắc nhất               | Babymonster               | Đoạt giải | [ 27 ] |
| Mubeat Awards             | 2023 | Video âm nhạc của năm                        | Batter Up                 | Đề cử     | [ 27 ] |
| Golden Disc Awards        | 2025 | Nghệ sĩ mới của năm                          | Babymonster               | Đoạt giải | [ 28 ] |
| MAMA Awards               | 2025 | Top 10 nữ do người hâm mộ bình chọn          | Babymonster               | Đoạt giải | [ 29 ] |
| D Awards                  | 2025 | Dreams Silver Label                          | Babymonster               | Đoạt giải | [ 30 ] |

## Chương trình âm nhạc

### M Countdown
| Năm  | Ngày      | Bài hát  | Điểm |
| ---- | --------- | -------- | ---- |
| 2024 | 2 tháng 5 | "SHEESH" | 8802 |